# 段长 (北魏)
段长（？—？），辽西郡（今辽宁省义县、河北省迁西乐亭一带）人，北魏官员。

## 生平
段长官至怀朔镇镇将，与蔡俊、太原郡庞苍鹰都有未卜先知的见识。段长经常对下属队主高欢的样貌感到惊奇，对高欢说：“您有安民济世的才能，终究不会虚度一生。”段长就将子孙托付给高欢。等到高欢显贵后，于东魏兴和年间追赠段长为司空，提拔段长的儿子段宁担任相府从事中郎。天保初年，段宁兼任南中郎将。